# John Fultz
John Leslie Fultz (Boston, Massachusetts; 20 de octubre de 1948-Bolonia, 13 de enero de 2023) fue un jugador de baloncesto estadounidense.  

## Biografía
Con 1'99 metros de estatura, jugaba en la posición de alero. Después de retirarse, entrenó a diversos equipos italianos. 
Su hijo Robert Fultz también es jugador profesional de baloncesto. En el verano de 2022 sufrió un accidente grave en motocicleta del cual no pudo recuperarse y falleció el 13 de enero de 2023 a los 74 años.

## Trayectoria
- Universidad de Rhode Island (1966-1970)
- Pallacanestro  Varese  (1970-1971)
- Virtus Pallacanestro Bologna (1971-1974)
- Viganello Basket  (1974-1977)
- Austria Vienna (1977-1978)
- Pallacanestro Pordenone (1978-1979)
- Sporting Clube de Portugal (1980-1981)
- Atlético Grundig Lisboa (1981-1982)

## Palmarés
- Máximo anotador de la Liga italiana en el año 1972.
- Copa Intercontinental: 1

Pallacanestro Varese: 1970
- Copa de Italia: 1

Virtus Pallacanestro Bologna: 1974